# لویک لکلرک
لویک لکلرک (انگلیسی: Loïc Leclercq؛ زادهٔ ۲۳ اکتبر ۱۹۸۸) بازیکن فوتبال اهل فرانسه است.
از باشگاه‌هایی که در آن بازی کرده‌است می‌توان به ای‌اف‌سی توبیز اشاره کرد.